# Entrichella hreblayi
Entrichella hreblayi is een vlinder uit de familie wespvlinders (Sesiidae), onderfamilie Tinthiinae.
Entrichella hreblayi is voor het eerst wetenschappelijk beschreven door Petersen in 2001. De soort komt voor in het Oriëntaals gebied.